# Лоханино
Лоханино — деревня в Пестяковском районе Ивановской области России, входит в состав Пестяковского сельского поселения.

## География
Деревня расположена в 20 км на юго-восток от райцентра рабочего посёлка Пестяки.

## История
В конце XIX — начале XX века деревня входила в состав Мордвиновской волости Гороховецкого уезда Владимирской губернии, с 1925 года — в составе Пестяковской волости Шуйского уезда Иваново-Вознесенской губернии. В 1859 году в деревне числилось 24 дворов, в 1905 году — 28 дворов.
С 1929 года деревня входила в состав Брюхатовского сельсовета Ландеховского района, с 1931 года — в составе Пестяковского района, с 1954 года — в составе Шалаевского сельсовета, с 2005 года — в составе Пестяковского сельского поселения.

## Население
| 1859 | 1905 | 2010 |
| ---- | ---- | ---- |
| 202  | ↘154 | ↘0   |